# Avenue Pasteur (Courbevoie)
Pour les articles homonymes, voir Avenue Pasteur.
L'avenue Pasteur est une voie de la commune française de Courbevoie.

## Situation et accès

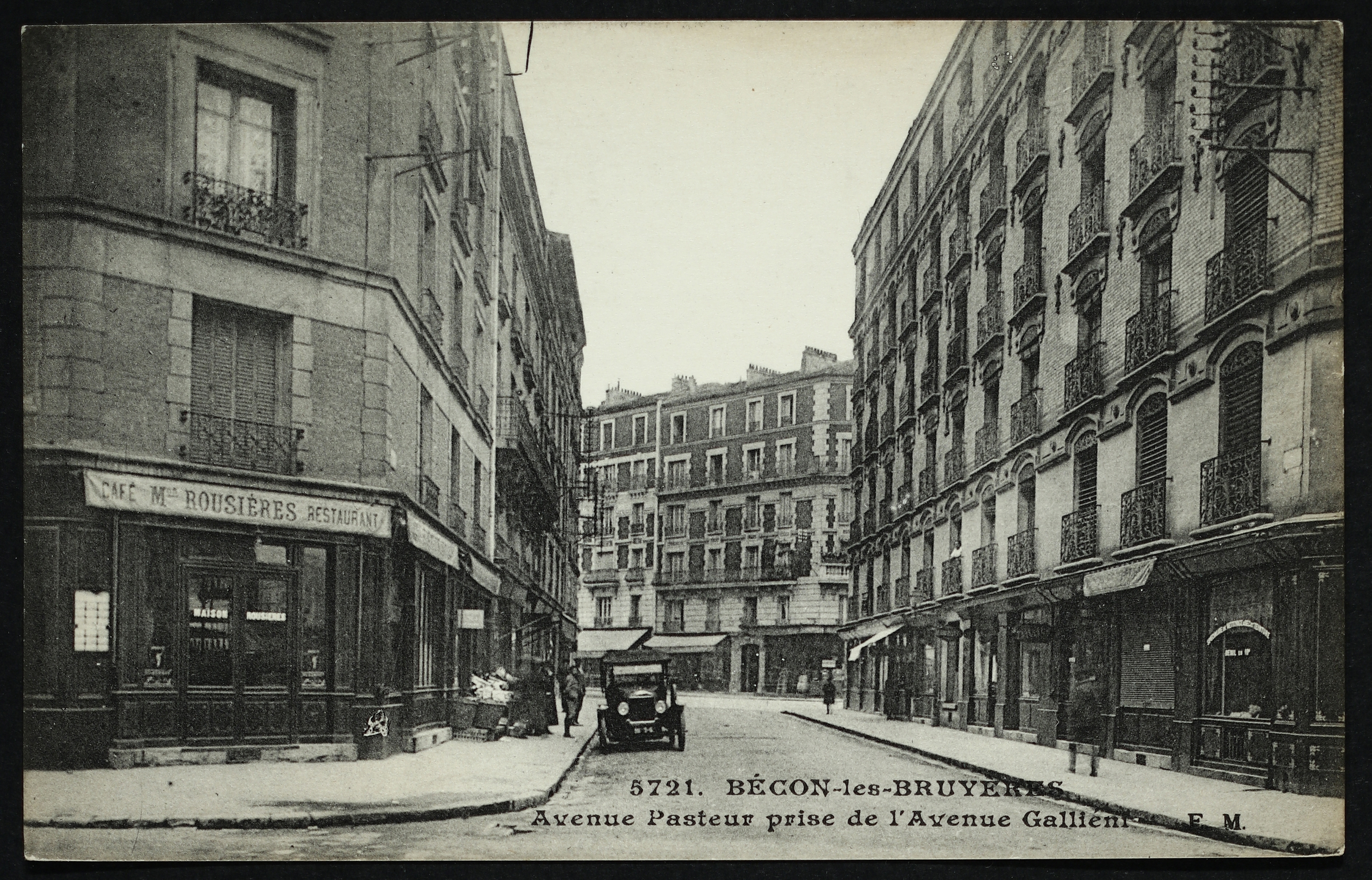
L'avenue Pasteur prise de la rue Gallieni

En partant de la gare de Bécon-les-Bruyères, cette avenue rencontre notamment l'avenue Gallieni, la rue du 22-Septembre et le carrefour formé par le boulevard Georges-Clemenceau et la rue Armand-Silvestre. Elle rejoint enfin le boulevard Saint-Denis au niveau du parc de Bécon.

## Origine du nom
Le nom de la rue fait référence à Louis Pasteur, scientifique français, chimiste et physicien inventeur de la vaccination contre la rage et les maladies charbonneuses.

## Historique
Cette voie de circulation s'appelait autrefois avenue de l'Avenir.

## Bâtiments remarquables et lieux de mémoire
- No 34 : domicile de Louis de Funès dans les années 1930[2]
- Le musée Roybet Fould, situé dans le parc
- Le Pavillon des Indes